# Пилипенко Олег Іванович
Пилипенко Олег Іванович (нар. 7 серпня 1941 р. в с. Шумячі, Шумячського району, Смоленської області, Росія) — доктор технічних наук, професор, завідувач кафедри основ конструювання машин, Чернігівський національний технологічний університет

## Біографія
Народився 7 серпня 1941 року в с. Шумячі, Шумячського району, Смоленської області в родині військовослужбовців.
З  1948 по 1958 рік навчався в середній  школі № 17 м. Львова. 
У 1963 році закінчив Львівський політехнічний інститут (нині Національний університет «Львівська політехніка») за  спеціальністю «Машини і обладнання нафтових і газових промислів», отримав кваліфікацію інженера-механіка. 
У 1965 р. вступив до очної аспірантури при Львівському політехнічному інституті  за спеціальністю 05.161 «Машинознавство і деталі машин».
У 1966-67 роках працював за сумісництвом молодшим науковим співробітником лабораторії «Динаміка машин і передачі гнучким зв’язком» при кафедрі «Деталі машин», виконуючи роботи по госпдоговірній темі №844 з ВНИИПТУГЛЕМАШ, м. Москва.  
У 1970 р. захистив  дисертацію, отримавши ступінь кандидата технічних наук за спеціальністю 05.161 «Машинознавство і деталі машин».
З 1970 р. працював асистентом кафедри теоретичної механіки, старший викладач кафедри деталей машин Львівського політехнічного інституту.
У 1971 – 1974 рр. працював на посаді старшого викладача кафедри загальнотехнічних дисциплін Чернігівського державного педагогічного інституту (зараз Національний університет «Чернігівський колегіум» імені Т. Г. Шевченка), де під його керівництвом вперше почали проводитись науково-дослідні роботи для машинобудівних підприємств. 
З 1974 до 1989 р. - доцент кафедри прикладної механіки Чернігівського філіалу Київського політехнічного інституту. 
У 1982-1984рр. - заступник декана механічного факультету з наукової роботи.
З 1989 до 1996 р. - доцент кафедри основ конструювання машин Чернігівського філіалу Київського політехнічного інституту.
1996 р. - захист докторської дисертації в Харківському політехнічному інституті (нині Національний технічний університет «Харківський політехнічний інститут») за спеціальністю «Машинознавство».
З 1996 до 2016 р. - завідувач кафедри основ конструювання машин Чернігівського технологічного інституту.
З 2004 по 2006 - директор ТОВ «Чернігівський технологічний інститут».
З 2016 р. - професор кафедри зварювального виробництва і автоматизованого проектування будівельних конструкцій Чернігівського національного технологічного університету.
Ним зроблено вагомий внесок у розробку наукових основ та освоєння промисловістю технологічних процесів по зниженню матеріаломісткості та підвищенню динамічних якостей приводів машин шляхом застосування деталей машин з полімерних композитів. 
Під його керівництвом виконано 5 держбюджетних і 16 госпдоговірних тем по розробці та впровадженню полімерних деталей машин на машинобудівних підприємствах. Підготовлено 7 кандидатів технічних наук, відкрито аспірантуру при кафедрі.
Активний учасник більше 100 міжнародних конгресів, симпозіумів, науково-технічних конференцій.
Він є членом Міжнародного союзу машинобудівників (International Union of Machine Builders [Архівовано 8 квітня 2018 у Wayback Machine.]), м. Донецьк, Міжнародної спілки передових виробничих процесів (Advanced Manufacturing Operations), м. Софія, Болгарія. 
Є постійним членом оргкомітетів по проведенню міжнародних науково-технічних конференцій «Композиционные материалы в промышленности» [Архівовано 27 березня 2019 у Wayback Machine.] (м. Ялта) та  Advanced Materials Operations (Болгарія).
Під його керівництвом лабораторією полімерних деталей машин розроблені та впроваджені на підприємствах України, Росії, Білорусії автоматичні ливарні форми і технологічні процеси виробництва полімерних деталей машин на термопластавтоматах. Розробки захищені авторськими свідоцтвами СРСР (здобули срібну медаль ВДНГ СРСР).

## Публікації
О. І. Пилипенко є автором більше  325 наукових праць, у тому числі  патентів на винаходи,  монографій, підручників.
Монографія
Цепные передачи и приводы (динамический подход, новые материалы и технологии): монография / О. И. Пилипенко. - Чернигов : Десна, 2017. - 649 с. 

## Відзнаки та нагороди
- У 1989 р. нагороджений срібною медаллю «Ветеран труда».

- 15 листопада 2000 року Пилипенко О.І. став лауреатом міжнародного відкритого рейтингу «Золота Фортуна» і нагороджений дипломом як кращий науковець Чернігівської області.

- Указом Президента України від 05.10.12 р. нагороджений орденом “За заслуги” ІІІ ст.